# Eumelea unilineata
Eumelea unilineata là một loài bướm đêm trong họ Geometridae.